# Hydropsyche confusa
Hydropsyche confusa là một loài Trichoptera trong họ Hydropsychidae. Chúng phân bố ở miền Tân bắc.